# Языки Арубы
На карибском острове Аруба существует много языков. Официальным языком является нидерландский. В школах установлено требование, чтобы студенты учили английский и испанский. Французский и, в меньшей степени, португальский также присутствуют на острове. Тем не менее, родным языком и первично народным почти для всех арубцев является креольский язык, известный как папьяменто, согласно Правительству Арубы.
Голландский был официальным языком острова в течение многих лет, пока остров являлся частью Королевства Нидерландов, но Аруба признала английский язык международным и установила требование, чтобы дети изучали английский ещё в 4 классе. Расположение Арубы у побережья Южной Америки также сделало испанский язык чрезвычайно важным. Студенты начинают его учить уже в 5 классе.
Папьяменто является креольским языком с корнями в основном из португальского, и в меньшей степени, из голландского и английского, и возник в XVI веке как средство объединения среди рабов и надзирателей.
Этот родной язык не считался важным на Арубе до 1995 года и был официально включён в школьную программу в 1998—1999 годах. Так, язык папьяменто распространился по острову, словарь папьяменто и сказки, написанные на папьяменто, теперь доступны на острове.